# Києво-Могилянська академія (1632—1817)
Ки́єво-Могиля́нський колегіум — навчальний заклад, який існував у Києві з 1632 по 1817 рр. Першопочатково заснована митрополитом Петром Могилою як Києво-Братська колегія, в другій половині XVII ст. отримала статус академії. За часи існування була одним з найбільших та найвидатніших навчальних осередків у Східній Європі.
Невдовзі після проголошення незалежності, давня академія була відновлена розпорядженням голови Верховної Ради на теренах її історичної території як Університет Києво-Могилянська Академія. Крім університету, правонаступниками себе також вважають Київська духовна академія і семінарія та Київська православна богословська академія.

## Історія

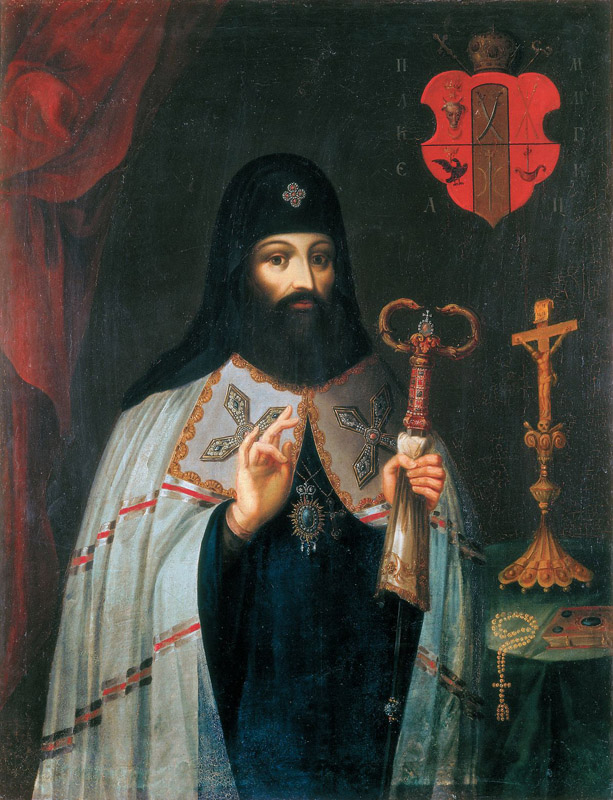
Петро Могила

Києво-Могилянська академія була заснована на базі Київської братської школи, яка 1615 року отримала приміщення від волинської шляхтянки Галшки Гулевичівни. Деякі вчителі Львівської та Луцької братських шкіл переїхали викладати до Києва. Школа мала підтримку Війська Запорозького і, зокрема, гетьмана Сагайдачного.
У вересні 1632 року об'єдналися Київська братська і Лаврська школи. У результаті було створено Києво-Братську колегію. Київський митрополит Петро Могила побудував в ній систему освіти за зразком єзуїтських навчальних закладів. Велика увага в колегії приділялася вивченню мов, зокрема польської та латини (мова викладання). Станових обмежень для отримання освіти не було. Згодом колегія іменувалася Києво-Могилянською на честь свого благодійника та опікуна. Рівень навчання — академічний.
Згідно з Гадяцьким трактатом 1658 року між Річчю Посполитою і Гетьманщиною колегії надавався статус академії і вона отримувала рівні права з Ягеллонським університетом. Після входження українських земель у склад Московського царства статус академії був підтверджений у грамотах московських царів Івана V 1694 року та Петра I 1701 року.
За час існування Києво-Могилянської академії, з її стін вийшло багато відомих випускників. Варто додати, що майже всі майбутні гетьмани України — Іван Виговський, Юрій Хмельницький, Павло Тетеря, Яким Сомко, Іван Брюховецький, Петро Дорошенко, Дем'ян Многогрішний, Михайло Ханенко, Іван Самойлович, Іван Мазепа, Пилип Орлик, Іван Скоропадський, Павло Полуботок, Данило Апостол, переважна більшість полкової, сотенної старшини, провідники Запорожжя — Кость Гордієнко, Іван Глоба, Володимир Сокальський і багато-багато інших — вихованці Києво-Могилянської академії.
Тут навчалися архітектор Іван Григорович-Барський, композитори Артемій Ведель та Максим Березовський, філософ Григорій Сковорода. Авторитет та якість освіти в академії також приводили сюди іноземних студентів: росіян і білорусів, волохів, молдаван, сербів, боснійців, чорногорців, болгар, греків та італійців. Вихованці академії часто продовжували освіту в університетах Європи, оскільки, згідно з європейською традицією, викладання проводилось латиною.
Незважаючи на намагання випускників перетворити академію на сучасний університет, за розпорядженням уряду, указом Синоду від 14 серпня 1817 року Академію було закрито. Натомість у 1819 році в приміщеннях Києво-Могилянської академії була створена Київська духовна академія.

## Назви академії

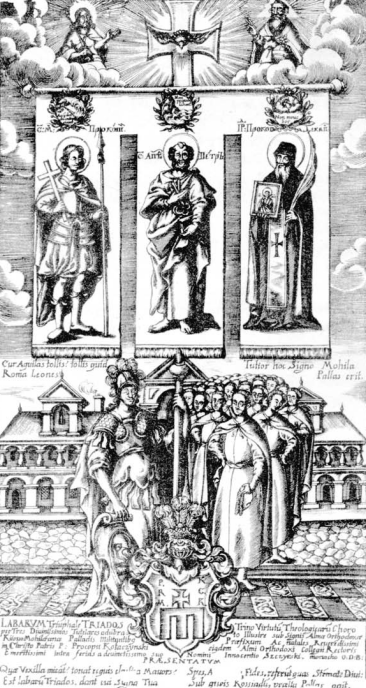
Києво-Могилянська академія та її вихованці. Гравюра XVIII ст.

Ніхто за життя Петра Могили не називав колегію (академію) «Могилянською», ні польські королі, ні московські царі. Це сталося вже понад двадцять років після його смерті. Вперше цю назву знаходимо в грамоті короля Польщі Михаїла Корибута Вишневецького (внучатого небожа Петра Могили, сина Яреми, онука Раїни Могилянки) в 1670 році: «Ми нашою королівською владою дозволили, після такого тяжкого руйнування і спустошення, відновити помянуту Києво-Могилянську колегію і в ній школи».
За часів свого існування Київську академію називали на честь своїх благодійників. Крім Києво-Могилянської, на честь Петра Могили, її називали також Могило-Заборовською, на честь Рафаїла Заборовського. За часів гетьмана Івана Мазепи академію також називали Могилянсько-Мазепинською.

## Навчальний процес
Навчання в академії було відкритим для всіх станів суспільства. Рік починався 1 вересня, але студентів приймали також пізніше протягом року. Викладова мова — латинська.
Процес навчання в Київській Академії тривав дванадцять років. Предмети поділялися на так звані ординарні та неординарні класи. До ординарних належали: фара, інфіма, граматика, синтаксима, поетика, риторика, філософія та богослов'я. В неординарних класах викладались грецька, польська, німецька, французька, єврейська та російська мови, історія, географія, математика (курси включали алгебру, геометрію, оптику, діоптрику, фізику, гідростатику, гідравліку, архітектуру, механіку, математичну хронологію), музика, нотний спів, малювання, вище красномовство, медицина, сільська та домашня економіка. В 1751 р. в академії почали викладати російську мову та поезію, в 1784 р. було заборонено читати лекції українською мовою.
Випускникам академії надавався сертифікат з підписами ректора та префекта.

## Традиції в академії
В академії відбувалися регулярні поетичні змагання з декламації віршів відомих поетів, а також власних віршів. Найбільш вправних віршотворців вшановували лавровими вінками та присвоювали звання «лавроносного поета» (лауреата).

## Згадування в культурі

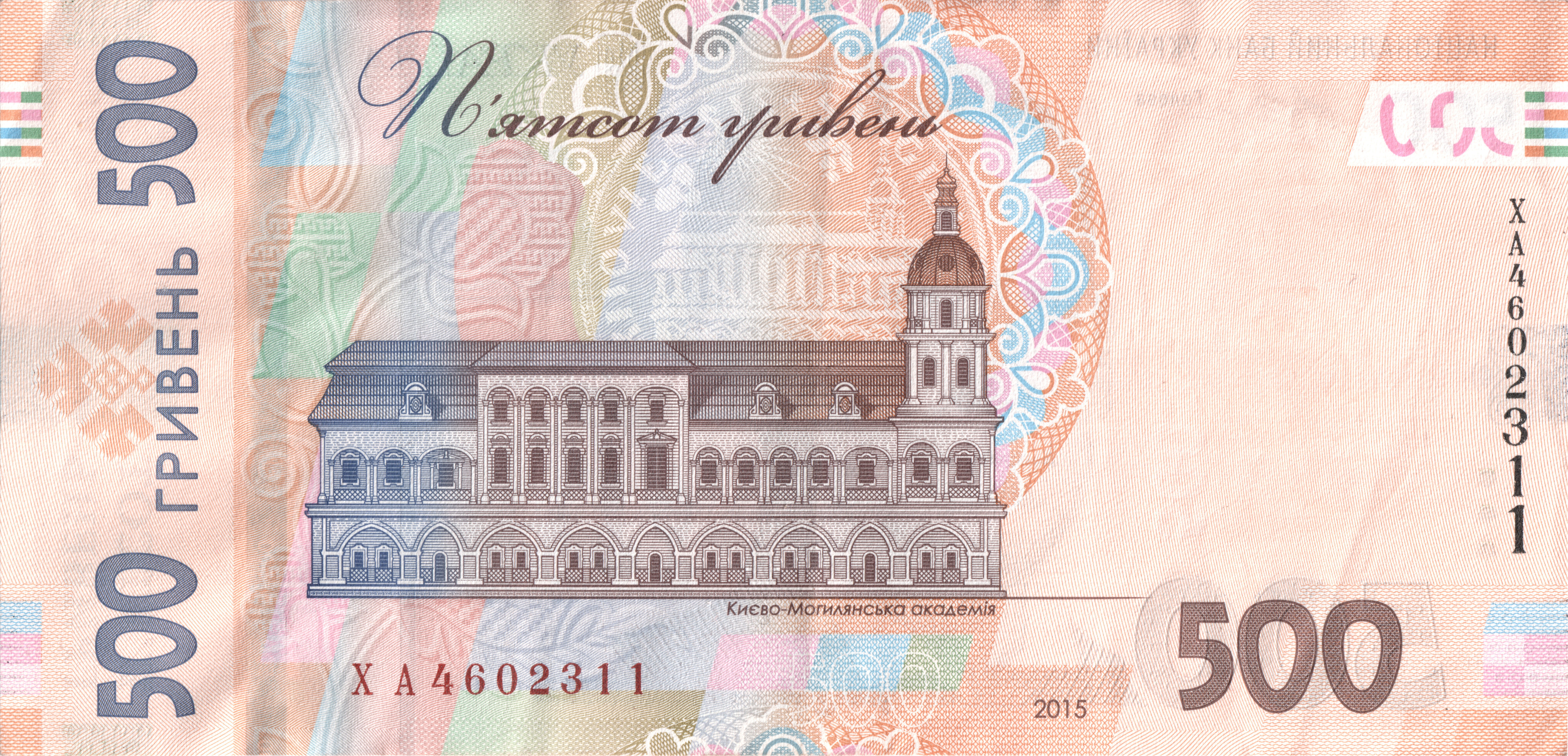
Банкнота 500 гривень, 2015

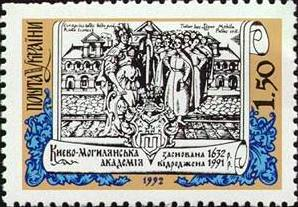
Поштова марка присвячена Києво-Могилянській академії, 1992 рік.

Києво-Могилянська академія та заклади-наступники згадуються в творах художньої літератури. В повісті Миколи Гоголя «Тарас Бульба» сини Тараса Бульби були студентами академії. Київська академія згадується в двох романах Павла Загребельного, «Я, Богдан» та «Південний комфорт». Київська духовна академія фігурує в творах «Хмари» Івана Нечуй-Левицького та «Печерські антіки» Миколи Лєскова. В поемі «Бояриня» Лесі Українки один з головних дійових осіб — Степан — випускник Київської академії.
В 1992 р. було випущено поштову марку з зображенням Києво-Могилянської академії. Староакадемічний корпус академії зображено на купюрі в 500 гривень, а також на логотипах Українського наукового інституту Гарвардського університету та Інституту української археографії та джерелознавства ім. М. С. Грушевського НАН України.

## Видатні особистості
- 1575 рік (приблизно) народження Галшки Гулевичівни (Єлизавети Василівни Гулевич, пом. у 1642, Луцьк, Волинь) — української шляхтички старовинного українського роду Гулевичів, меценатка, фундаторка Києво-Братського монастиря Київського Богоявленського братства та Київської братської школи, від якої веде історію Києво-Могилянська академія. Заповідала також гроші Луцькому Хресто-Воздвиженському братству. Опікувалась розвитком духовності та освіти.

Випускники та професори старої Києво-Могилянської академії відіграли важливу роль в освітньому та професійному житті України. Багато хто з козацької старшини та гетьманів Запорізького козацтва навчалися тут. До випускників зокрема належали Іван Мазепа, Пилип Орлик, Павло Полуботок, Іван Скоропадський та Іван Самойлович. Університет довгий час був також важливою релігійною школою, звідси вийшли такі відомі християнські діячі як Степан Яворський, Феофан Прокопович і Дмитро Ростовський. Протягом XVII та XVIII ст. КМА була колискою культурного життя України та Російської імперії. Декілька поколінь художників, архітекторів, музикантів та науковців були виховані в ній, наприклад архітектор Іван Григорович-Барський, композитор Артемій Ведель, філософ Григорій Сковорода. Після перетворення в Київську духовну академію навчальний заклад зберіг свою міжнародну репутацію як центр православної релігійної освіти.

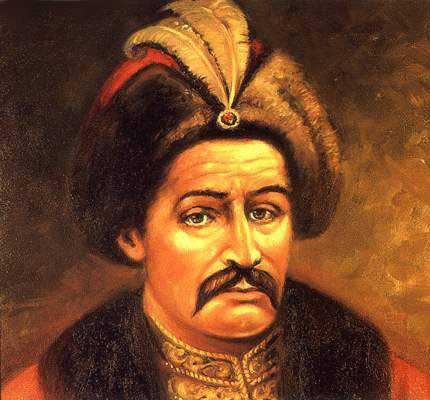
Іван Степанович Мазепа
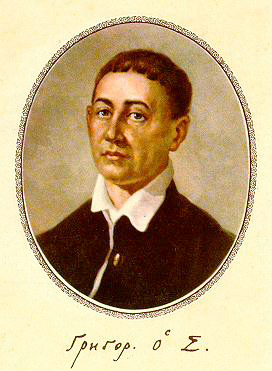
Григорій Савич Сковорода
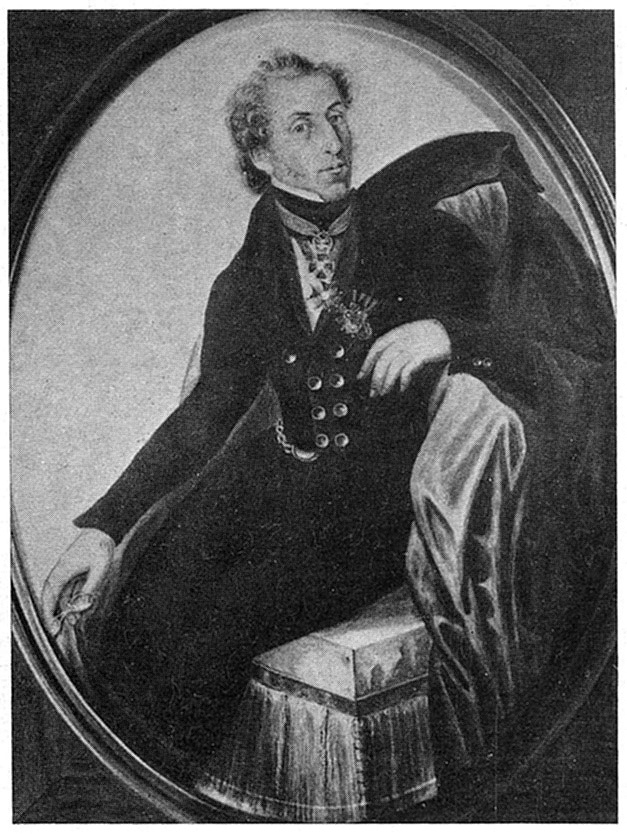
Петро Петрович Гулак-Артемовський